# Schlacht von Frankfurt (Oder)
Frankfurt – Magdeburg – Werben – Breitenfeld – Bamberg – Rain – Wiesloch – Alte Veste – Lützen – Hessisch Oldendorf – Steinau – Liegnitz – Regensburg – Nördlingen

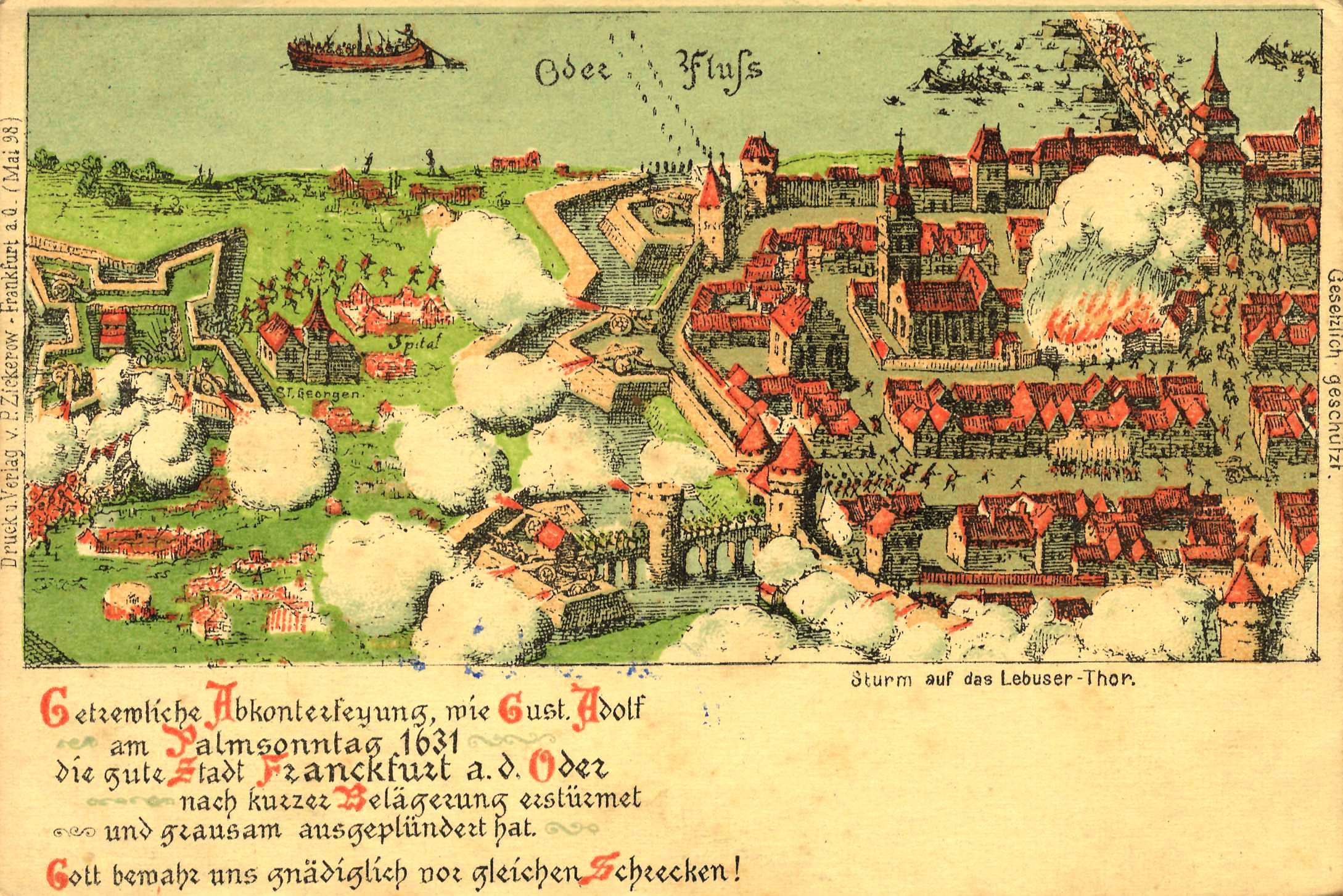
Sturm auf das Lebuser Tor

Die Schlacht von Frankfurt (Oder) am 13./15. April 1631 war eine Schlacht des Dreißigjährigen Kriegs zwischen Schweden und dem Heiligen Römischen Reich um die strategisch wichtige, befestigte Oder-Überquerung Frankfurt (Oder), Brandenburg. Die Stadt war die erste wichtige Festung, die die Schweden außerhalb des Herzogtums Pommern angriffen, wo die Schweden einen Brückenkopf errichtet hatten. Nach einer zweitägigen Belagerung stürmten schwedische Kräfte, unterstützt von schottischen Hilfstruppen, die Stadt. Das Ergebnis war ein schwedischer Sieg. Nach der anschließenden Räumung von Landsberg (Warthe) (heute Gorzów Wielkopolski) diente Frankfurt als Rückendeckung der schwedischen Armee, als Gustav II. Adolf von Schweden nach Zentraldeutschland vorrückte.

## Vorgeschichte
Der schwedische König Gustav Adolf begann in den Dreißigjährigen Krieg einzugreifen, als er 1628 Stralsund gegen Wallenstein half und im Juni 1630 in Pommern landete. Mit den zentralen Teilen des Herzogtums Pommern hielt Schweden einen Brückenkopf in der Nordostecke des Heiligen Römischen Reichs, während der Rest des Reiches von Kräften der Katholischen Liga und Kaiser Ferdinand II. besetzt war. Außer Magdeburg, das sich am 1. August mit den Schweden verbündet hatte, misstrauten die deutschen protestantischen Staaten Gustav Adolf und zögerten, einer Allianz beizutreten.
Im Januar 1631 rückten in Pommern stationierte schwedische Kräfte nach Süden vor und nahmen die pommerschen Städte Gartz (Oder) und Greifenhagen (heute Gryfino) nahe der pommerschen Grenze zu Brandenburg ein. Weitere Vorstöße entlang der Oder in das Gebiet des brandenburgischen Kurfürsten Georg Wilhelm folgten und am 23. Januar 1631 setzten sich die nach dem Vertrag von Bärwalde mit Frankreich verbündeten Schweden im brandenburgischen Bärwalde (heute Mieszkowice) fest.

## Belagerung und Stürmung Frankfurts
Die schwedischen Truppen, kommandiert von Gustav Adolf, wurden von schottischen Hilfstruppen unter dem Kommando von John Hepburn und Robert Monro unterstützt. Sie belagerten die Stadt für zwei Tage und stürmten sie am zweiten Tag. Der Angriff war erfolgreich und wurde gefolgt von der Plünderung der Stadt. Der Erfolg gründete teilweise auf internen Querelen der Verteidigungskräfte – Söldner, die nicht bezahlt worden waren, weigerten sich zu kämpfen, wenn sie nicht im Voraus bezahlt würden. Die Verteidiger wurden „abgeschlachtet […] wo sie standen“ und erlitten 3000 Tote verglichen mit 800 Opfern auf der schwedischen Seite. Bei der Plünderung der Stadt kam es zu vielen Morden durch schwedische Truppen.

## Nachwirkungen
Der schottische Generalmajor in schwedischen Diensten John Leslie wurde zum Gouverneur der Stadt ernannt und gab Befehle, die Verteidigungsanlagen zu verstärken und die tausenden Toten zu begraben. Letzteres wurde erreicht, indem Massengräber für jeweils mehr als hundert Leichen ausgehoben wurden; nach sechs Tagen waren alle Toten begraben. John Leslie wurde bald von einem anderen Schotten als Gouverneur Frankfurts abgelöst, James MacDougal, der von einem dritten Schotten abgelöst wurde: Alexander Leslie.
Frankfurt diente als Rückendeckung der vorrückenden schwedischen Armee. Die andere wichtige Stadt im Nordosten Brandenburgs, Landsberg (Warthe) (heute Gorzów Wielkopolski), wurde am 23. April eingenommen. In der Folge war der brandenburgische Kurfürst Georg Wilhelm gezwungen, Verträge mit Schweden einzugehen, die am 14. Mai, 20. Juni und 10. September 1631 abgeschlossen wurden und Schweden den Befehl über das brandenburgische Militär verliehen, aber nicht den Status einer offiziellen Allianz herbeiführten. Während des Jahres 1631 rückte Gustav Adolf von Schweden ins Zentrum Deutschlands vor, und während Magdeburg im Mai verloren ging und Gustav Adolf im Juli in Werben schwer bedrängt wurde, öffnete ihm der nachfolgende Sieg in Breitenfeld im September den Weg zum Vorstoß nach Süddeutschland.